# 长蕊琉璃草
长蕊琉璃草（学名：Solenanthus circinnatus）是紫草科长蕊琉璃草属的植物。分布于伊朗、巴基斯坦、俄罗斯以及中国大陆的新疆等地，生长于海拔1,100米至2,500米的地区，多生长于林间草地，目前尚未由人工引种栽培。